# Sénégal aux Jeux olympiques d'hiver de 1992
Le Sénégal aux jeux olympiques d'hiver 1992 qui se sont déroulés à Albertville été représenté par deux athlètes : le porte-drapeau Lamine Guèye, premier noir à avoir participé aux épreuves olympiques de ski alpin en 1984, et Alphonse Gomis

## Médailles
- Aucune : Lamine Guèye - 45e

## Délégation
- : Lamine Guèye
- : Alphonse Gomis